# Nalhac (Cruesa)
Nalhac (en francès Naillat) és un municipi francès situat al departament de la Cruesa i a la regió de la Nova Aquitània. Antigament s'escrivia Naillac.

## Demografia
| 1962                                       | 1968  | 1975 | 1982 | 1990 | 1999 | 2007 |
| ------------------------------------------ | ----- | ---- | ---- | ---- | ---- | ---- |
| 943                                        | 1.084 | 955  | 809  | 721  | 641  | 655  |
| Des de 1962: població sense dobles comptes |       |      |      |      |      |      |

## Administració
| Període   | Identitat      | Partit |
| --------- | -------------- | ------ |
| 2001-2008 | Alain Navarre  |        |
| 2008-     | Jeanine Gillet | PS     |

## Personatges lligats al municipi
- Philibert de Naillac, Mestre de l'Hospital de 1396 a 1421.